# Liste der Officers des Order of Canada/C
Diese Liste gibt einen Überblick aller Personen, die mit der Auszeichnung Officer of the Order of Canada ausgezeichnet wurden.

## C
1. Léo Cadieux
2. Dorothy Cadwell
3. Michel Cailloux
4. Allan Cain
5. Alan C. Cairns
6. Frank Arthur Calder
7. William Glen Elliot Caldwell
8. John C. Callaghan
9. Donald Brian Calne
10. Douglas G. Cameron
11. G. Donald W. Cameron
12. Robert B. Cameron
13. Thomas W. M. Cameron
14. Dalton Kingsley Camp
15. Iona V. Campagnolo (2008)
16. A. Barrie Campbell
17. A. Lorne Campbell
18. Alexander B. Campbell (2013)
19. Douglas Lloyd Campbell
20. Edward James Moran Campbell
21. Gordon Campbell
22. Maria Campbell
23. Mona L. Campbell
24. Norman K. Campbell
25. Ross Campbell
26. Pierre Camu
27. Sharon Capeling-Alakija
28. Mel Cappe (2009)
29. Côme Carbonneau
30. Douglas J. Cardinal
31. J. Maurice S. Careless
32. Leonard Joseph Cariou
33. Gilles Carle
34. Marcel Caron
35. Shirley G. E. Carr
36. Elisabeth Carrier
37. Roch Carrier
38. Jean-Paul Carriere
39. Serge Carrière
40. Robert Carsen
41. Walter Carsen
42. John J. Carson
43. Alexander Carter
44. James Carter (2014)
45. Kenneth LeM. Carter
46. Roger Colenso Carter
47. Jochem Carton
48. Arthur J. Carty
49. Donald J. Carty
50. C. Perrault Casgrain
51. Richard Cashin
52. Elizabeth Cass
53. Alfred J. Casson
54. Jean-Gabriel Castel
55. Marlene Brant Castellano
56. Margaret Catley-Carlson
57. Marie-Emmanuel Chabot
58. André Chagnon
59. G. Everett N. Chalmers
60. J. Edward Chamberlin (2013)
61. Ranjit Kumar Chandra
62. G. Raymond Chang (2014)
63. Thomas Ming Swi Chang
64. Donald A. Chant
65. Norman R. Chappell
66. Solange Chaput-Rolland
67. Roger Charbonneau
68. Yvon Charest (2016)
69. Robert Charlebois
70. Gregory Charles (2016)
71. John L. Charles
72. Fulgence Charpentier
73. Yvette Charpentier
74. Paul-Émile Charron
75. Normand Chaurette
76. Paul G. Cherry (2012)
77. Louise Chevalier
78. Anselme Chiasson
79. Herménégilde Chiasson (2011)
80. Arthur J. Child
81. Harvey Max Chochinov (2014)
82. Denise Chong (2013)
83. Julien Chouinard
84. Marie Chouinard
85. Bruce Chown
86. Michel Chrétien
87. Raymond Chrétien (2010)
88. Michael Anthony Church
89. Edward Churchill
90. Bernhard Cinader
91. John J. Clague
92. Bertha Clark
93. Gregory Clark
94. Joan Clark
95. John (Jack) Ivor Clark
96. Robert Harry Clark
97. S. D. Clark
98. Bobby Clarke
99. George Elliott Clarke
100. Larry D. Clarke
101. Lorne O. Clarke
102. John Edward Cleghorn
103. François E. Cleyn
104. Leslie Cliff
105. M. L’abbé Raoul Cloutier
106. Sylvain Cloutier
107. Kathleen Coburn
108. Tom Cochrane
109. William A. Cochrane
110. Bruce Cockburn
111. Charles Sheridan Coffey
112. Albert Diamond Cohen
113. Marshall A. (Mickey) Cohen
114. Maxwell Cohen
115. May Cohen
116. Nina F. Cohen
117. George A. Cohon
118. Ron Collier
119. Henry Collingwood
120. Allan F. Collins
121. Matthew Coon Come
122. Léger Comeau
123. Charles F. Comfort
124. William J. Commanda (2008)
125. William (Bill) Comrie
126. Roger Comtois
127. George E. Connell
128. Martin Philip Connell
129. Stompin’ Tom Connors
130. Margaret Conrad
131. Deborah Cook (2014)
132. Ramsay Cook
133. Stephen Cook (2015)
134. William H. Cook
135. Parzival Copes
136. Sheila Copps (2012)
137. Lionel Corbeil
138. Paul Corkum
139. Adrien J. Cormier
140. Ernest Cormier
141. Slava Corn
142. Murray Costello (2013)
143. Jean-Pierre Côté
144. Robert Côté
145. Gisèle Côté-Harper
146. Irwin Cotler
147. Maria Coulonval-Masson
148. Jean Coulthard
149. John G. Counsell
150. Douglas Coupland (2013)
151. Robert Thomas Coupland
152. Thomas J. Courchene
153. Nellie J. Cournoyea (2008)
154. Arlette Cousture
155. Jean Coutu
156. Jean-Charles Coutu
157. Frank Manning Covert
158. Gordon S. Cowan
159. Kenneth Denton Craig (2015)
160. Wendy Craig
161. John H. Craigie
162. Gloria Cranmer Webster
163. Frank Radford Crawley
164. Lyle Creelman
165. J. Douglas Creighton
166. François Crépeau
167. David Crombie
168. Hume Cronyn
169. John Crosbie
170. John W. Crow (2009)
171. Lorna Crozier (2011)
172. Richard Leigh Cruess (1999)
173. Sylvia Robinson Cruess (2010)
174. Julia M. Cruikshank (2012)
175. James Gordon Cuddy (2013)
176. A. Claudio Cuello (2010)
177. Pieter Cullis
178. Burton Cummings (2009)
179. Alastair J. Cunningham
180. John Robert Cunningham
181. Richard J. Currie
182. George Frederick Curtis
183. Wilfred A. Curtis
184. Frances Cutler (2013)
185. J. V. Raymond Cyr